# 安东尼奥·梅乌奇
安東尼奧·桑蒂·朱塞佩·穆齊（義大利語： 義大利語：[anˈtɔːnjo meˈuttʃi]，英语发音：/meɪˈuːtʃi/ may-OO-chee；1808年4月13日—1889年10月18日），意大利發明家，中年移民美国，并在纽约市的实验室里发现了電話的原理，但是否为电话的发明人存在争议。

## 生平

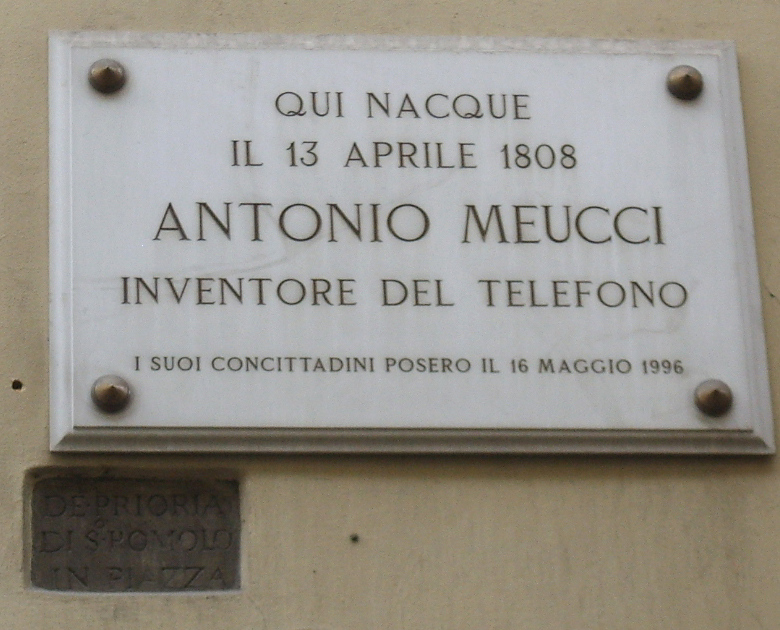
故居牌匾

穆齊出生於佛羅倫斯，十五歲進入當地學院，修習化學和機械，後來於當地歌劇院任職舞台技師。
1834年穆齊建造了一條說話管道，連接舞台至控制室。
1835年穆齊移民至古巴，於哈瓦那劇院負責工程維修。於那裡，他建造了食水淨化系統。
妻子是愛絲特·摩奇（Ester Mochi），是他在美術院工作時認識的。
1850年再移居至美國，定居於紐約史泰登島。於當地他設立了工廠，並致力研究電磁聲音傳送原理。1856年，他成功利用一條電線傳送聲音，並以電話形狀儀器進行通話。

## 专利權
除「電氣音聲傳達裝置」（即日後的電話）外，安東尼奧·穆齊曾以多種發明取得多種专利權。但在當初他資金不足的情況下，他不能為電話取得正式的专利權，取而代之是在每年繳付10元的準专利權（正式確認专利權需要200元）。安東尼奧·穆齊曾向友人募金，但只能籌得20元。

## 貢獻的確認
亞歷山大·格拉漢姆·貝爾一般被认为是電話的發明者。2002年6月11日美國國會的269議案承认了安東尼奧·穆齊的贡献。一些人认为这是承认穆齊才是电话发明人，但这种说法存在争议，因为议案并没有明说“安東尼奧·穆齊就是发明人”。此外約翰·菲利普·雷斯等也有可能是电话发明人。